# ヌーベルアージュ
ヌーベルアージュ株式会社（英: Nouvelle Âge Co., Ltd.）は、株式会社NVCの連結子会社で、テレビ番組の編集全般（VTR編集・ノンリニア編集・テロップ・MA）業務を行うポストプロダクション。

## 沿革
- 2015年1月 - 株式会社ヌーベルバーグよりポストプロダクション業務を移管し、ヌーベルアージュ株式会社として設立。COI新橋ビルを本社とする。
- 2015年11月 - 本社をCOI新橋ビルから新橋駅前ビルに移転。
- 2016年11月 - 下田ビルに8K編集室を新設。
- 2017年3月 - 渋谷区宇田川町にデジタイズルームを新設（眞砂ビル）。
- 2017年9月 - 港区六本木に編集スタジオを新設。

## 所在地
本社
東京都千代田区四番町5-6 日テレ四番町ビル1号館5F
編集スタジオ
- 新橋スタジオ・デジタイズ事業部  
  - 東京都港区新橋1-9-6 COI新橋ビル　5階・6階
- 新橋５丁目スタジオ
  - 東京都港区新橋5-10-5 Daiwa新橋510ビル 6階
- 渋谷スタジオ
  - 東京都渋谷区松涛1-4-7 エース松涛ビル　5階

## 主な作品

### テレビ番組
（凡例）太字:現在放映中および継続中の特番またはこれからの予定の番組。